# Porto dos Fogos
O Porto dos Fogos é uma instalação portuária portuguesa, localizada na freguesia da Candelária, no concelho da Madalena do Pico, ilha do Pico, arquipélago dos Açores.
Esta instalação portuária é principalmente usada para fins piscatórios e de recreio.